# Pireneitega
Pireneitega là một chi nhện trong họ Agelenidae.